# Mosen (Hitzkirch)
Mosen (toponimo tedesco) è una frazione di 299 abitanti del comune svizzero di Hitzkirch, nel distretto di Hochdorf (Canton Lucerna).

## Geografia fisica

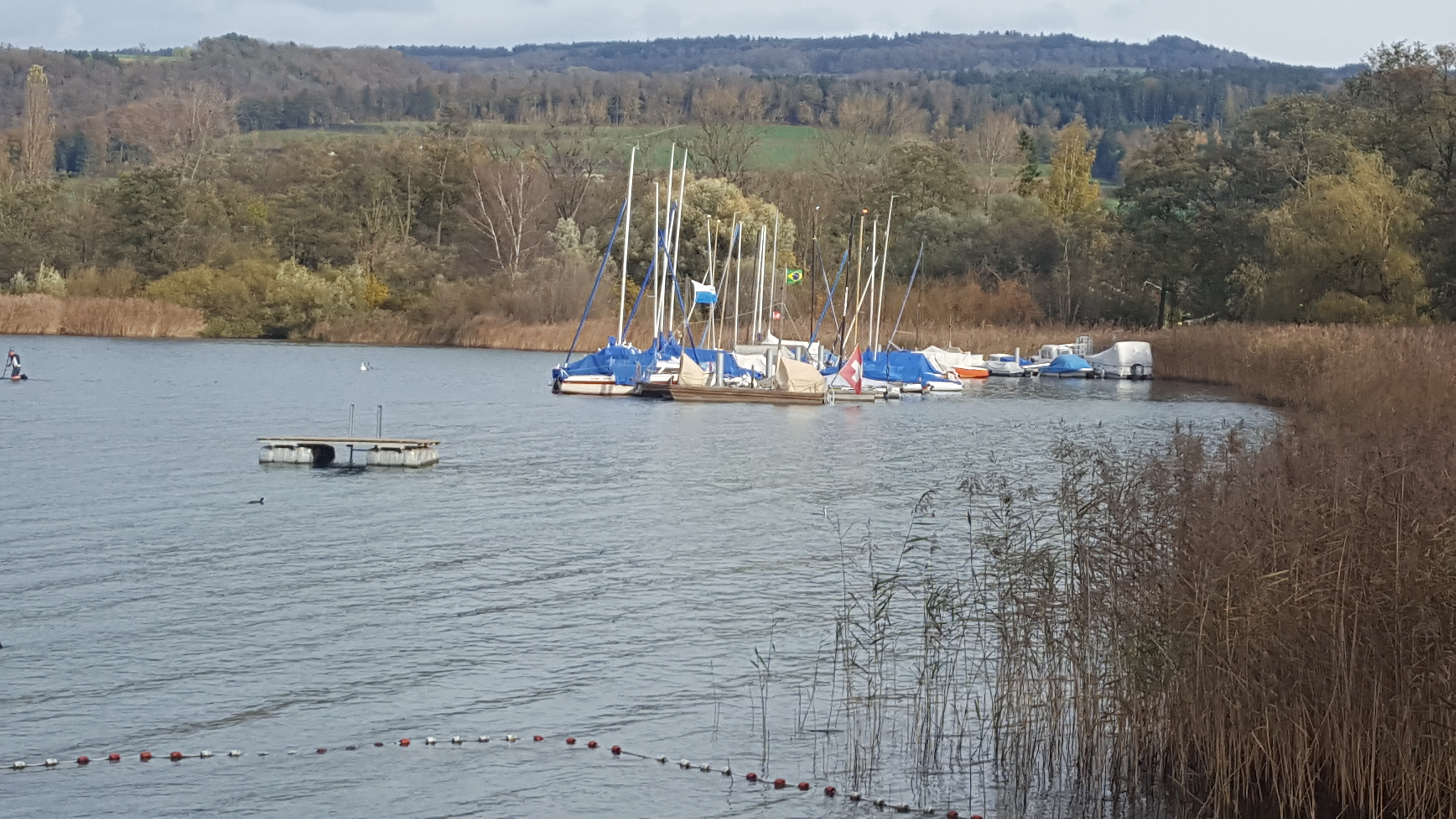
Il lago di Hallwil presso Mosen

Mosen si trova nella valle Seetal, all'estremità meridionale del lago di Hallwil.

## Storia
Già comune autonomo che si estendeva per 1,73 km², il 1º gennaio 2009 è stato accorpato a quello di Hitzkirch assieme agli altri comuni soppressi di Gelfingen, Hämikon, Müswangen, Retschwil e Sulz.

## Società

### Evoluzione demografica
L'evoluzione demografica è riportata nella seguente tabella:
Abitanti censiti

## Infrastrutture e trasporti

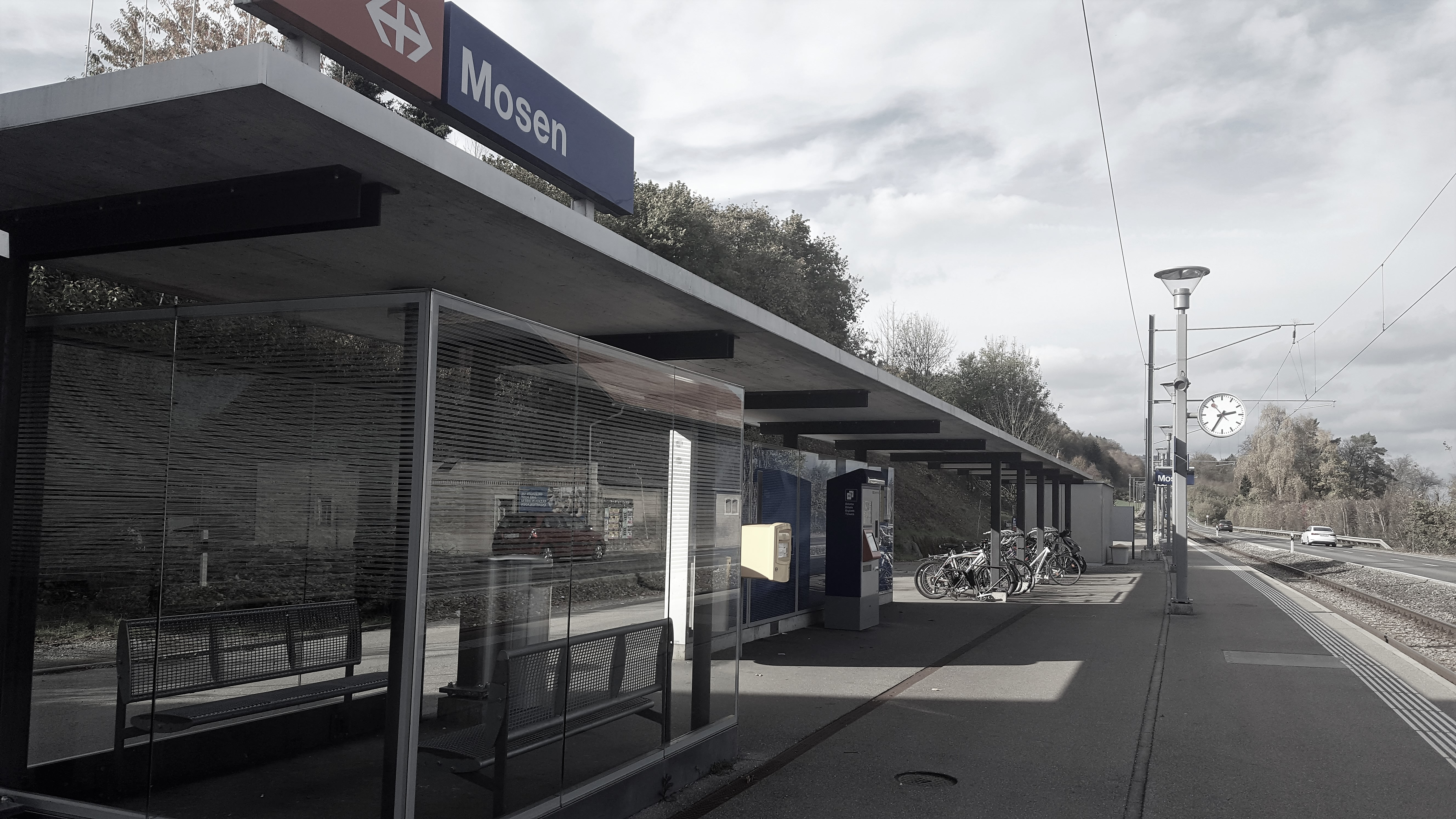
La stazione di Mosen

Mosen è servito dall'omonima stazione delle Ferrovie Federali Svizzere, sulla linea della Seetal.